# ريتشارد راي ويتمان
ريتشارد راي ويتمان (بالإنجليزية: Richard Ray Whitman)‏ هو مصور أمريكي، ولد في 14 مايو 1949 في كلارمور في الولايات المتحدة.

## وصلات خارجية
- ريتشارد راي ويتمان على موقع IMDb (الإنجليزية)
- ريتشارد راي ويتمان على موقع قاعدة بيانات الفيلم (الإنجليزية)